# Echeveria cante
Echeveria cante es una especie de planta suculenta perteneciente a la familia de las crasuláceas.

## Distribución y hábitat
Echeveria cante es nativa del noroeste de México donde se encuentra en Zacatecas.

## Descripción
Surge de una gran roseta suculenta, son en su mayoría solitarios, las hojas son de color verde glaucas con 30 cm de diámetro. El tallo floral alcanza hasta 50 cm de altura. Las flores son de color rosa pastel por fuera  y naranja oscuro por dentro.

## Cultivo
Fácilmente pierde sus raíces en invierno.

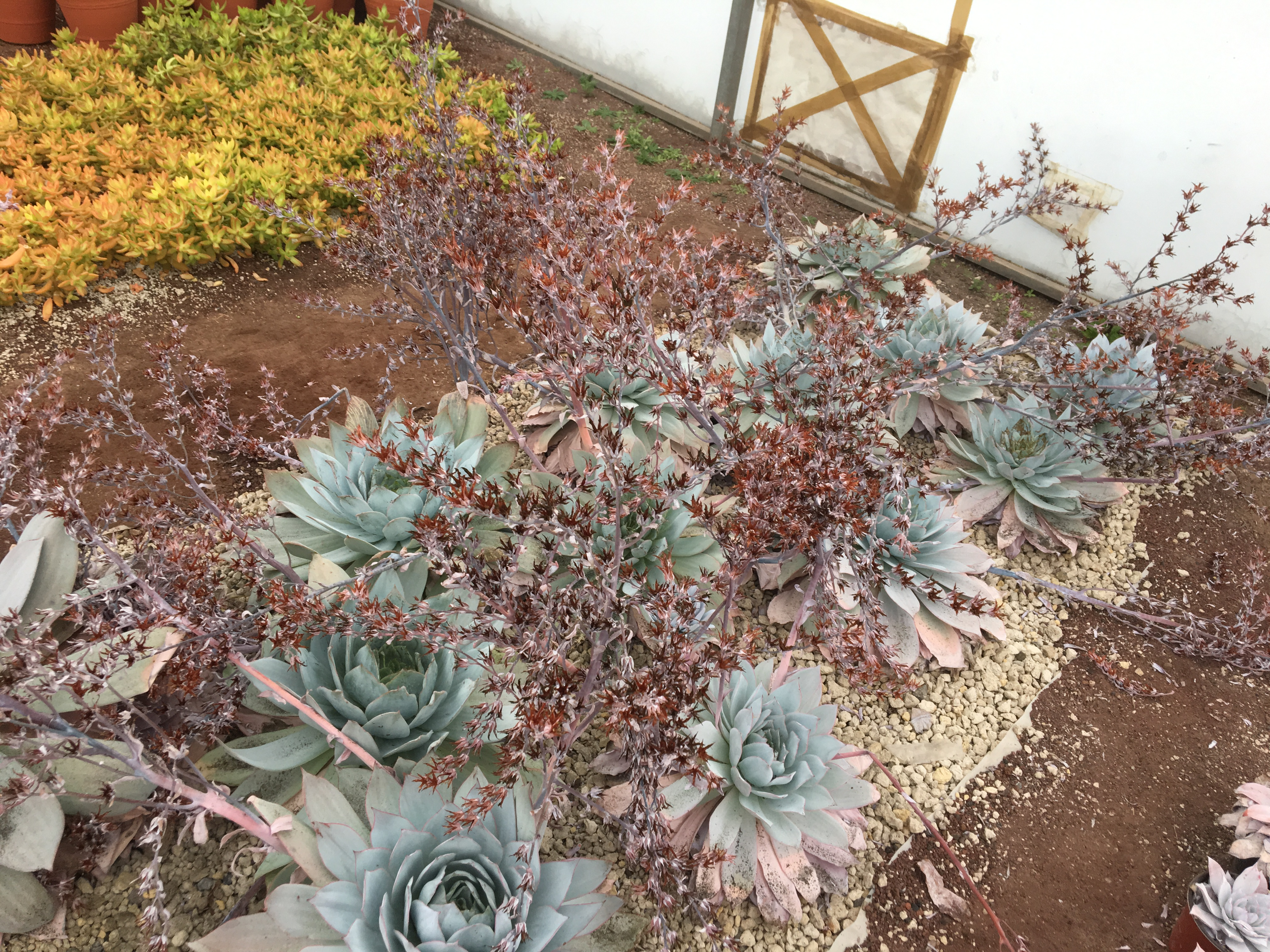
Echeveria cante cultivada en vivero

## Taxonomía
Echeveria cante fue descrita por Glass & Mend.-Garc. y publicado en Cactus and Succulent Journal 69: 241. 1997.
Etimología
Ver: Echeveria